# Információs rendszer védelmét biztosító technikai intézkedés kijátszása
Az információs rendszer védelmét biztosító technikai intézkedés kijátszása Magyarországon a Büntető Törvénykönyv XLIII. fejezetében (Tiltott adatszerzés és az információ rendszer elleni bűncselekmények), a 424. §-ban meghatározott egyik bűncselekmény.

## Fogalma
Aki a 375. §-ban, a 422. § (1) bekezdés d) pontjában vagy a 423. §-ban meghatározott bűncselekmény elkövetése céljából az ehhez szükséges vagy ezt könnyítő
- a) jelszót vagy számítástechnikai programot készít, átad, hozzáférhetővé tesz, megszerez, vagy forgalomba hoz, illetve
- b) jelszó vagy számítástechnikai program készítésére vonatkozó gazdasági, műszaki, szervezési ismereteit más rendelkezésére bocsátja,

vétség miatt 2 évig terjedő szabadságvesztéssel büntetendő.

## Büntethetőséget kizáró ok
Nem büntethető az (1) bekezdés a) pontjában meghatározott bűncselekmény elkövetője, ha - mielőtt a bűncselekmény elkövetéséhez szükséges vagy ezt megkönnyítő jelszó vagy számítástechnikai program készítése a büntetőügyekben eljáró hatóság tudomására jutott volna - tevékenységét a hatóság előtt felfedi, az elkészített dolgot a hatóságnak átadja, és lehetővé teszi a készítésben részt vevő más személy kilétének megállapítását.

## A jelszó fogalma
A Btk. 424. §-a szerinti a jelszó fogalma ennek a §-nak az alkalmazásában: "az információs rendszerbe vagy annak egy részébe való belépést lehetővé tevő, számokból, betűkből, jelekből, biometrikus adatokból vagy ezek kombinációjából álló bármely azonosító."

## A célzat
A törvényi tényállásban felsorolt magatartások csak akkor minősülhetnek  bűncselekménynek, ha a magatartás  meghatározott bűncselekmények elkövetéséhez  szükséges vagy ezt megkönnyíti.
- a Btk. 375. §-ban meghatározott bűncselekmény (az információs rendszer felhasználásával elkövetett csalás),[4]
- a Btk. 422. § (1) bekezdés d) pontjában meghatározott bűncselekmény (Aki személyes adat, magántitok, gazdasági titok vagy üzleti titok jogosulatlan megismerése céljából... d) elektronikus hírközlő hálózat vagy eszköz útján, illetve információs rendszeren folytatott kommunikáció tartalmát titokban kifürkészi, és az észlelteket technikai eszközzel rögzíti)[5]
- a Btk. 423. §-ban meghatározott bűncselekmény (Információs rendszer vagy adat megsértése)

A célzat megállapítása nélkül ezek a magatartások nem valósítják meg az információs rendszer védelmét biztosító technikai intézkedés kijátszása bűncselekmény törvényi tényállását. A gondatlan magatartást a törvény nem bünteti.

## Története
A 2001. évi CXXI. törvény iktatta be a magyar Btk.-ba a számítástechnikai rendszer védelmét biztosító technikai intézkedés kijátszása című különös részi törvényi tényállást. Ez a bűncselekmény – lényegében – a korábbi  Btk. 300/C. §-ában meghatározott számítástechnikai rendszer és adatok elleni bűncselekmény előkészületének, illetve bűnsegédi részességének külön nevesített tényállása.
A különös részi tényállás nevét a hatályos Btk. megváltoztatta.